# Manuel G. de Quevedo y Zubieta
Manuel Marcelo del Corazón de María García de Quevedo y Zubieta. (1854-1924) fue un ingeniero, político y hacendado mexicano.

## Biografía
También fue conocido como Manuel Marcelo de Quevedo y Manuel Quevedo y Zubieta. Hijo primogénito de don José Valente G. de Quevedo y Portillo (21 de marzo de 1813 - 15 de septiembre de 1879) y de doña María de los Ángeles Zubieta y Maldonado (1831 - 1872). Nació en el seno de una próspera familia jalisciense el 16 de enero de 1854, en la Hacienda de Arroyo de Enmedio, en Tonalá (Jalisco), Jalisco, México. Fue nieto de quien fuera oidor y cónsul de la Nueva Galicia, don Manuel García de Quevedo y de Mier y Villegas, de quien recibió por intermediación de su padre y a la muerte de éste, el mayorazgo para administrar las haciendas de San Juan Arroyo de Enmedio, Santa Cruz, El Castillo, el Rosario, el Cuatro y anexas, todas colindantes y dentro del Estado de Jalisco. Fue hermano de Salvador Quevedo y Zubieta, médico, escritor, abogado y político; y de Miguel Ángel de Quevedo, ingeniero e investigador, más conocido como "El Apóstol del Árbol". Falleció el 19 de octubre de 1924 a la edad de 70 años.
A los 21 años, el 17 de junio de 1875, Manuel García de Quevedo y Zubieta tomó en matrimonio a Rafaela de la Mota y Velasco y de Abad (21 Nov 1853 - 23 Oct 1937), hermana de Salvador Mota-Velasco y Abad (1855-1938) fundador de la Academia de Genealogía y Heráldica Mota-Padilla; ambos, descendientes del primer historiador del Reino de la Nueva Galicia durante el Virreinato de la Nueva España, Matías Ángel de la Mota Padilla (1688-1766) autor de Historia de la conquista del Reino de la Nueva Galicia (1741). Cuatro años después, al morir su padre y siendo muy joven todavía, Manuel Marcelo quedó como cabeza de su familia. Tomó la administración y control de las tierras que había heredado, haciéndose cargo de la educación de sus menores hermanos: José María del Refugio (n. 4 de julio de 1855), María Dolores Teodora (n. 12 de noviembre de 1857), Juan Álvaro Salvador (n. 21 de marzo de 1859), María Concepción Victoria (n. 3 de diciembre de 1860), José Miguel Ángel (n. 27 de septiembre de 1862 - 1946), María Isabel Eusebia (n. 11 de noviembre de 1863), José de Jesús Mateo (n. 27 de septiembre de 1865), Jesús María Justo (n. 10 de agosto de 1870), María de los Ángeles Victoria (n. 24 de noviembre de 1871), y Ana María de los Santos (n. 9 de enero de 1872); enviando a los varones a cursar sus estudios en ciudades como Santander y Madrid, España; Saint-Nazaire, Bayona, Biarritz, Ferney-Voltaire, Toulouse y París, Francia, donde Manuel contaba con familiares cercanos que lo apoyaron para tal causa, quedando como responsable inmediato a usanza de la época, sólo de la educación de sus menores hermanas.

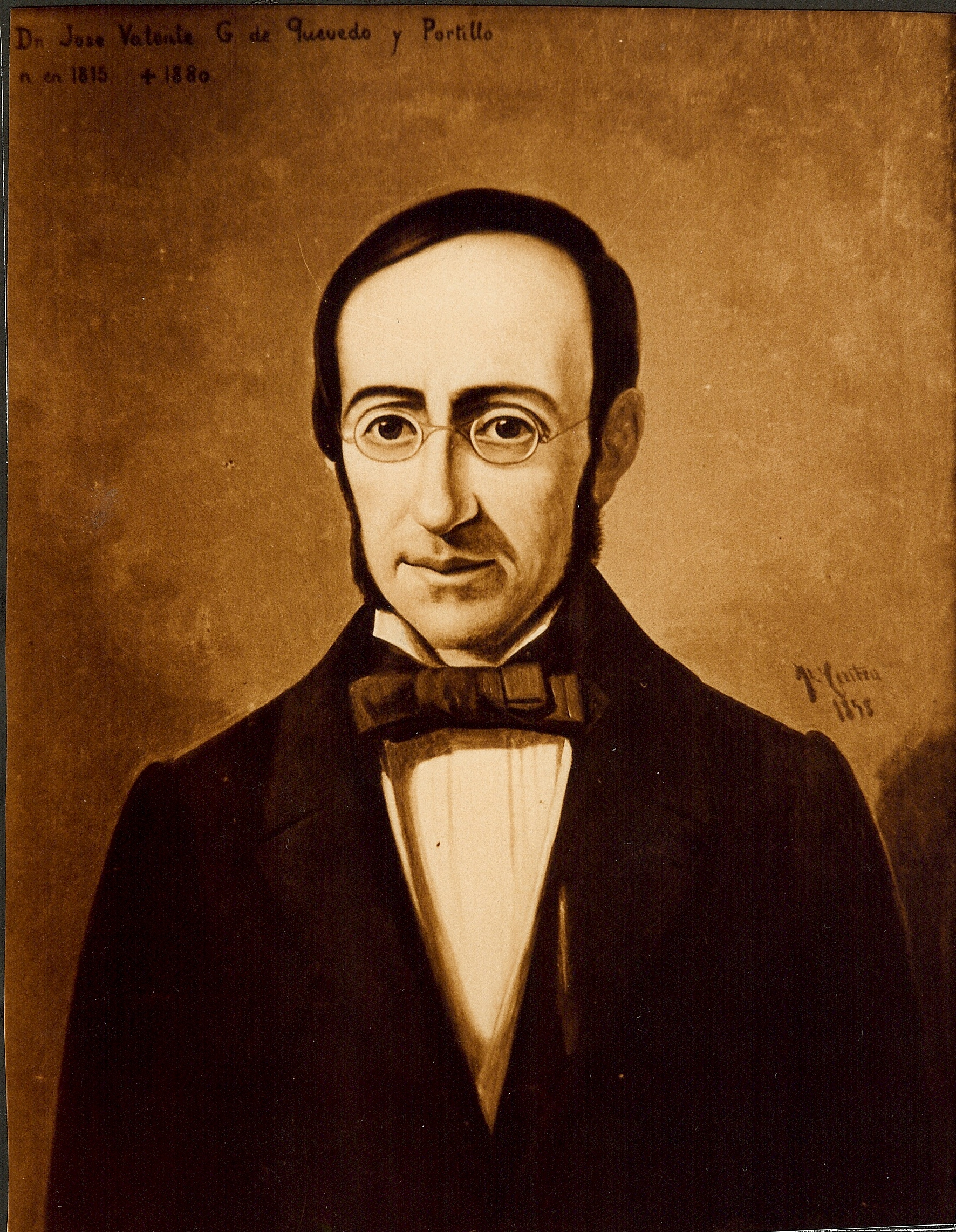
"Don José Valente G. de Quevedo y Portillo".

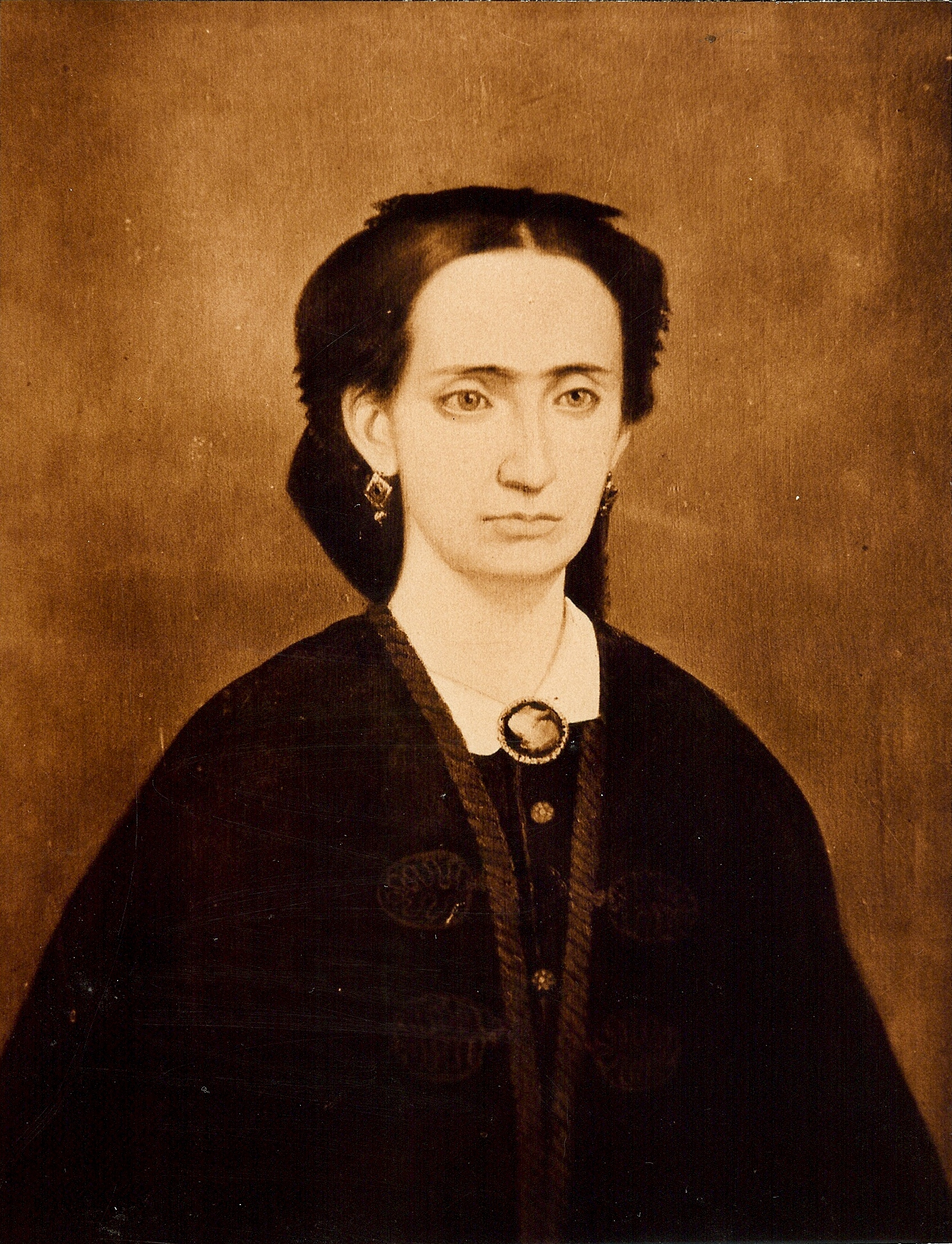
"Doña María de los Ángeles Zubieta y Maldonado".

Durante el último tercio del S. XIX, el ingeniero Quevedo y Zubieta impulsó la producción agrícola de sus tierras empleando a centenares de pobladores de la zona de Santiago de Tonalá, Guadalajara, Tlaquepaque, Zapotlanejo, El Salto y Tlajomulco. Concentró el esfuerzo en la Hacienda de San Juan Arroyo de Enmedio, vendiendo a ilustres familias de Guadalajara las haciendas anexas de Santa Cruz, El Castillo, El Rosario y El Cuatro. Apoyó también la labor eclesiástica de la zona, introduciendo tradiciones y cultura. Participó activamente presidiendo los patronatos de los municipios aledaños, colaborando además como asesor económico del gobernador del Estado de Jalisco, Ramón Corona. Con él, se concentró a promover el comercio logrando la supresión de las alcabalas a partir de marzo de 1888. Colaboró como Ingeniero, en la introducción a Guadalajara, del ferrocarril procedente de la Ciudad de México, cuyo primer viaje culminó el 15 de mayo de 1888 en medio de grandes fiestas.

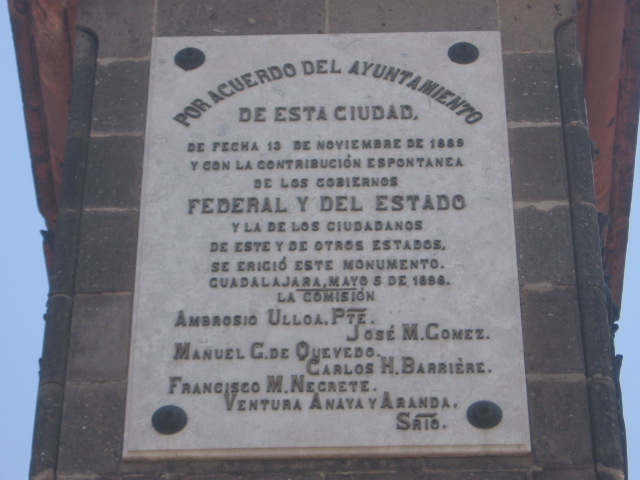
Placa conmemorativa en el Monumento a Ramón Corona en Guadalajara, Jalisco

El 15 de octubre de 1883, el gobernador de Jalisco Francisco Tolentino, publicó la Ley de Instrucción especial, concerniente a la carrera de ingenieros cuando se hizo la separación de las escuelas profesionales, proporcionando a cada una la ruta especial que le correspondía. En virtud de esa ley, Manuel García de Quevedo y Zubieta junto a un gran grupo de Ingenieros como Manuel Gómez Ibarra, Juan Ignacio Matute y Gabriel Castaños entre otros, formó la Escuela de Ingenieros de Jalisco, desprendida del Instituto de Ciencias de Jalisco y con un mayor número de cátedras que las existentes antes de 1883. Se añadieron en la Escuela de Ingenieros de Jalisco las siguientes cátedras: Química Analítica y Toxicológica; Mineralogía, Geología y Laboreo de Minas; Metalurgia, Caminos y Canales; y, Electrotecnia, Telegrafía General y Construcción. Además, gracias a esa disposición legal se pudo establecer un cuerpo independiente de profesores facultados en la enseñanza respectiva y donde la Sociedad de Ingenieros de Jalisco, a la cual pertenecía, desempeñó un papel protagónico de primer nivel. Durante la existencia de la Escuela de Ingenieros de Jalisco (1883 - 1896), todo su cuerpo docente y de dirección estuvo conformado por miembros de la Sociedad de Ingenieros de Jalisco. Incluso la sede y pertenencias de ella estuvieron en el edificio de la Escuela. Después de la clausura de ésta en 1896, el ingeniero Quevedo y Zubieta con algunos otros agremiados intentaron, y finalmente lograron, la apertura de una Escuela Libre de Ingenieros, con carácter de pública y gratuita en el mes de enero de 1902. La Escuela Libre de Ingenieros (a la que formalmente llamaron Escuela de Ingenieros de Guadalajara) se sustentaba en la convicción de que la instrucción profesional "no debía ser dirigida ni sostenida por el Gobierno", sino que debía ser costeada por la sociedad.

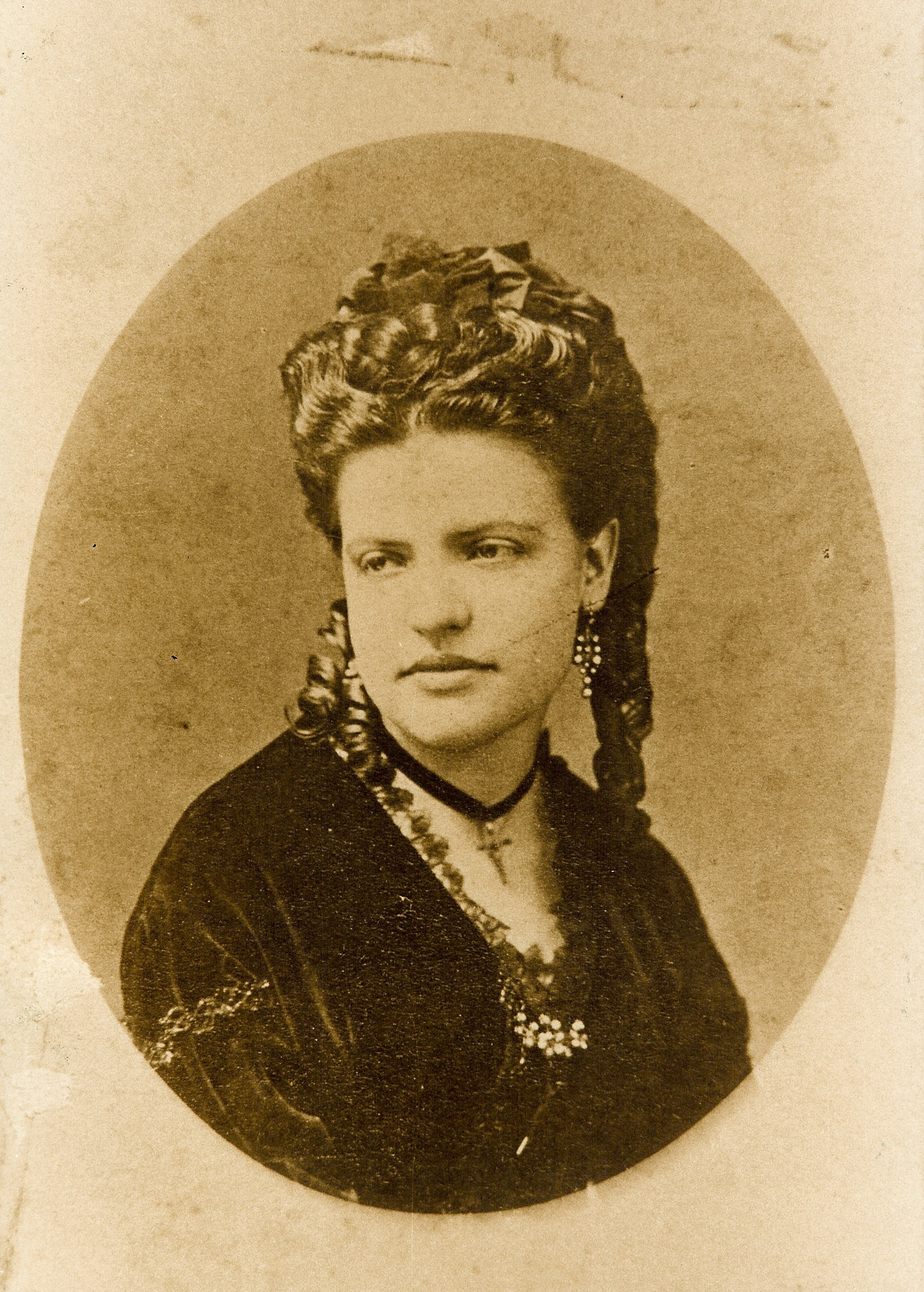
"Doña Rafaela de la Mota y Velasco y de Abad".

También en el año de 1883, el ingeniero Quevedo junto con un importante grupo de accionistas estableció el Banco de Jalisco, institución que efectuaría, exenta de cualquier gravamen, operaciones de depósito, descuento, circulación y emisión de dinero. Años después, también en Guadalajara, colaboró en el establecimiento de la sucursal del Banco de Londres y México, Institución de la que su hermano Miguel Ángel fuera constructor del bello edificio que albergara la casa matriz ubicada en la Ciudad de México.
Asociado con empresarios extranjeros, en su mayoría canadienses y franceses, don Manuel de Quevedo y Zubieta fundó la Compañía Eléctrica de Chapala a fines del siglo XIX, por instrucción del presidente Porfirio Díaz, de quien su hermano Salvador Quevedo y Zubieta era asesor económico. La Compañía Eléctrica de Chapala, fue el primer ingenio jalisciense que abasteció directamente de luz eléctrica a la ciudad de Guadalajara. El ingeniero Quevedo impulsó después además, el desarrollo y puesta en marcha del primer transporte eléctrico de la ciudad, el tranvía.
Don Manuel García de Quevedo y Zubieta como descendiente directo del oidor de la Nueva Galicia, descendiente directo a su vez del cántabro Diego González de Iguña, arraigaba costumbres y tradiciones familiares muy antiguas, transmitidas de generación en generación. Instituyó así en su Hacienda de San Juan Arroyo de Enmedio los festejos del Carnaval en cada Cuaresma; donde todos los agricultores, caballerangos y peones de la misma participaban de la fiesta.
A principios del siglo XX, en el año de 1904, un grupo de campesinos empleados de la estancia comenzó a hacer representaciones teatrales con referencia a la tradición de los viejitos. Se disfrazaban unos de viejos y otros de mujer; don Manuel les proporcionó instrumentos, vihuelas y violines para que entonaran sones antiguos.
Con el triunfo de la Revolución mexicana y el agrarismo, las tierras de la hacienda pasaron a manos de los propios campesinos alrededor del año de 1940. Entonces, algunos de los extrabajadores continuaron la tradición, llevándola fuera de la ex – hacienda para alegrar las calles de Tonalá. En las siguientes décadas, al caer la tarde del Martes de Carnaval de cada año, la gente los esperaba con entusiasmo para solicitarles un son o una bailada. Ellos se disfrazaban con máscaras de barro, vestían camisa y calzón largo de manta, ceñidor rojo a la cintura y sombrero ancho de soyate; los que se disfrazaban de mujer vestían faldas largas y rebozo.
El grupo llevó el nombre de “Independiente” hasta 1940; luego, después del fin de la hacienda, se le cambió el nombre por el de “San Juan del cuartel tercero” y hasta 1972. Actualmente lleva el nombre de Viejos del carnaval de Tonalá y sigue vigente esta tradición que se representa antes de entrar la Cuaresma.

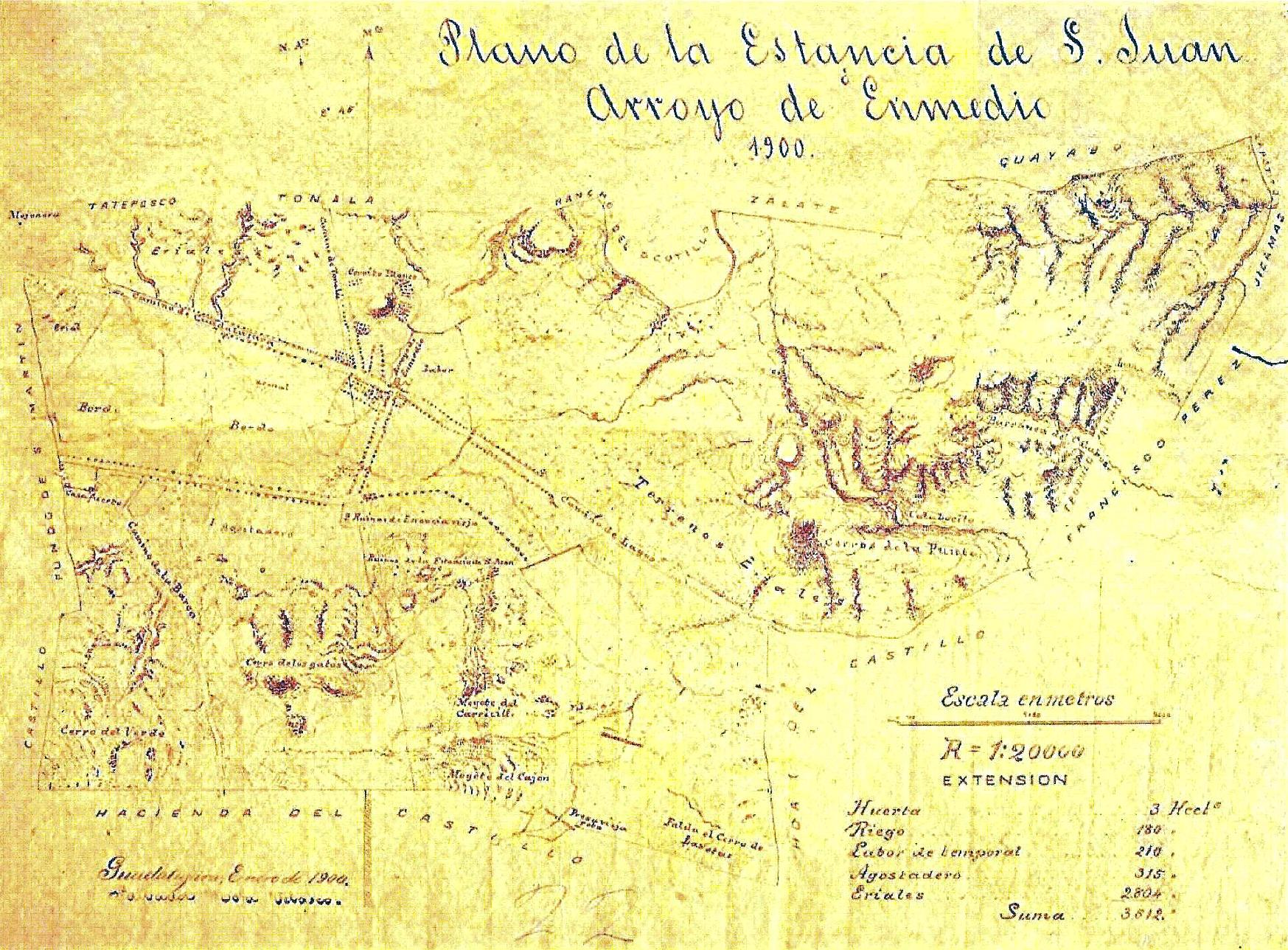
Plano de la Estancia de San Juan Arroyo de Enmedio, Documento del año 1900

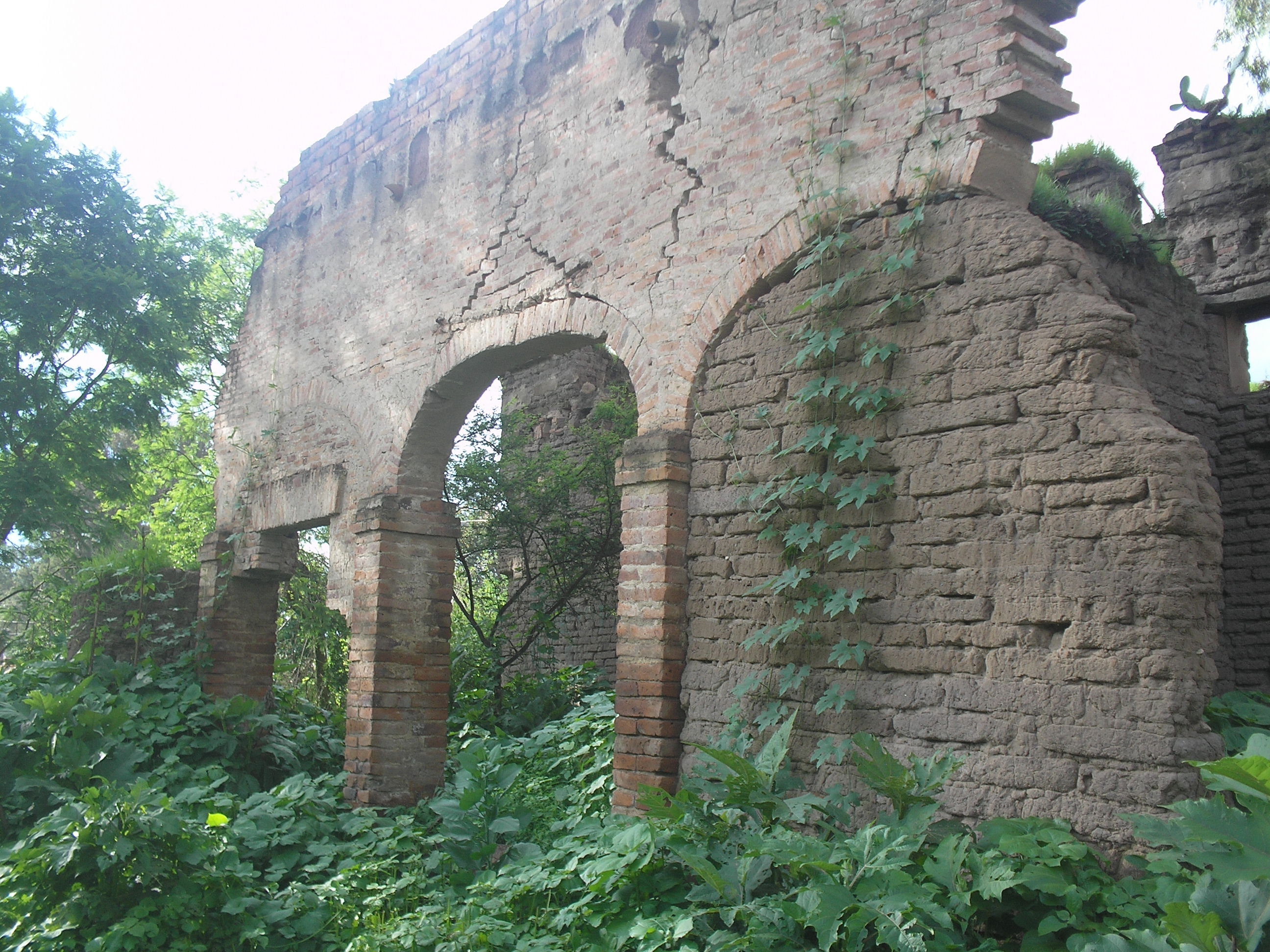
Ex hacienda de Arroyo de Enmedio, Tonalá, Jalisco, 2008.

En 1923, al enfermar, don Manuel de Quevedo otorgó el control de todas sus posesiones y negocios a su hijo el abogado don José Valente G. de Quevedo y de la Mota y Velazco, fundador del club deportivo Atlas de Guadalajara y quien fuera desde entonces mayorazgo de la Hacienda y apoderado único de la Compañía Eléctrica de Chapala, cargo que desempeñó hasta 1933, cuando el presidente sustituto de México, General Abelardo L. Rodríguez, decretó la creación de la Comisión Federal de Electricidad. El decreto consideró a la electricidad una actividad pública exclusiva del Estado, por lo que la Compañía Eléctrica de Chapala fue expropiada.
Manuel G. de Quevedo y Zubieta dejó once hijos: Guadalupe (17 de diciembre de 1876 - 1954) Cristera durante la Revolución mexicana hasta 1929; Rafael (23 de octubre de 1878 - 27 de septiembre de 1951); Ignacia (n. 6 de febrero de 1881) casada con Eugenio Garagarza, padres del C.P.A. Javier Garagarza G. de Quevedo (1915 - 1985), primer piloto transatlántico mexicano (vuelo México Roma 1949); José Valente (20 de mayo de 1882 - 7 de septiembre de 1975); Manuel (10 de noviembre de 1884 - 19 de febrero de 1943); María de la Luz (n. 1 de octubre de 1886); Emilia (n. 7 de agosto de 1888); María Luisa Narca (n. 12 de mayo de 1890) religiosa; Laura (n. 12 de febrero de 1893); Salvador (20 de noviembre de 1894 - 1956) y Francisco Xavier G. de Quevedo y de la Mota y Velazco (31 de enero de 1897 - 12 de junio de 1983). Este último, reconocido sacerdote jesuita, superior y administrador de la Ciudad de los Niños en Guadalajara, desde 1963.